# Escama

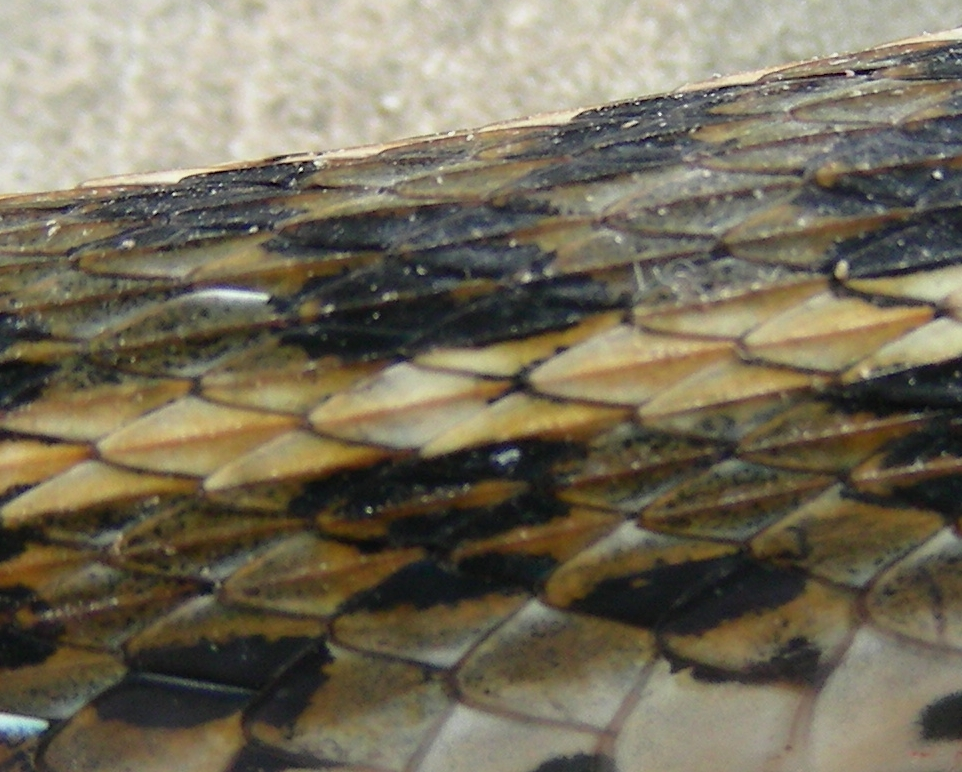

Em zoologia, uma escama é uma estrutura óssea ou de queratina formada pela pele de muitos animais, como órgão de protecção.

## Escamas dos peixes
Nos peixes, as escamas têm origem na derme, ou seja, na camada profunda da pele e são formadas por tecido ósseo.
O número de fiadas de escamas, assim como o seu tipo são importantes na classificação científica dos peixes. Por outro lado, as escamas crescem à periferia, podendo deixar anéis de crescimento que permitem estimar a idade do peixe.
São os seguintes os principais tipos de escamas dos peixes:
- cicloides - normalmente arredondadas e lisas;
- ctenoides - mais ou menos rugosas e com a margem denteada;
- ganoides - em forma de placa romboide, podem ser grandes (encontram-se nos esturjões e noutros peixes considerados "primitivos"); e
- placoides - as escamas típicas dos Chondrichthyes (tubarões e raias), têm a base de dentina e uma cavidade interna, como os dentes dos mamíferos.

Algumas espécies de peixes, como os da família Carangidae (carapaus e xaréus) têm uma fiada de escamas transformadas em escudos, mais duras que no resto do corpo.

## Escamas dos répteis e das aves
Ao contrário dos peixes, as escamas da maior parte dos répteis formam-se na epiderme (a camada superficial da pele) e são formadas por queratina. No entanto, também existem escamas ou placas ósseas em alguns répteis, como os crocodilos.
Algumas cobras e lagartos têm escamas sobrepostas na parte ventral do corpo, não só como protecção, mas que também intervêm na sua locomoção.
As tartarugas apresentam escamas "típicas" na cabeça, pescoço, membros e cauda, mas sobre a carapaça óssea desenvolvem-se escamas de queratina, formando um padrão que depende da espécie.
Muitas aves têm escamas de queratina nos pés e, por vezes, também nas pernas.

## Escamas dos mamíferos
Alguns mamíferos, como o rato e o camundongo podem apresentar escamas de queratina na cauda. O pangolim e o tatu têm o corpo quase totalmente coberto por placas de queratina.